# Суперкубок Оману з футболу 2013
Суперкубок Оману з футболу 2013  — 13-й розіграш турніру. Матч відбувся 31 серпня 2013 року між чемпіоном і володарем кубка Оману клубом Ес-Сувайк та віце-чемпіоном Оману клубом Фанджа.
| Володар Суперкубка Оману 2013 |
| ----------------------------- |
|                               |
| Ес-Сувайк Перший титул        |

## Матч

### Деталі
| 31 серпня 2013 18:30 (EEST) |

| Ес-Сувайк                     | 2:1 | Фанджа         |
| ----------------------------- | --- | -------------- |
| Аль-Алаві 57' Аль-Мухаїні 76' |     | Аль-Машарі 43' |

| Аль-Сіб, Ес-Сіб |